# Asan Sabri Ayvazov
Asan Sabri Ayvazov (tur. Hasan Sabri Ayvazov) (ur. 1878 w Ałupce, zm. 17 kwietnia 1938) – krymskotatarski nauczyciel, dziennikarz, polityk, językoznawca.

## Życiorys
Po ukończeniu nauki w szkole elementarnej i medresie w Ałupce w 1892 roku wyjechał do Stambułu gdzie kontynuował naukę w instytucie pedagogicznym. W tym czasie publikował w gazecie Ismaila Gasprinskiego „Tercüman”. Po powrocie w 1896 roku wrócił na Krym gdzie pracował jako nauczyciel. Współpracował z wydawanym od 1906 roku pismem „Vatan Hadimi”, a w 1907 pełnił funkcję jego redaktora naczelnego. Pismo było kilka razy zamykane, wtedy publikował w pismach tureckich i azerbejdżańskich.
W 1908 roku po zamknięciu „Vatan Hadimi” na krótko trafił do aresztu. Oskarżono go o działalność wywrotową i nakazano opuszczenie Krymu. Wyjechał do Stambułu. W Moskwie otrzymał stanowisko wykładowcy języków orientalnych w Instytucie Łazariewskim. W 1913 zamieszkał w Bachczysaraju, a po śmierci Gaspinskiego przejął redakcję gazety „Tercüman", a potem w latach 1917–1918 w Symferopolu wydawał gazetę „Millet". Był przewodniczącym Kurułtaju Tatarów Krymskich, a w 1918 roku posłem w Turcji. W latach 20. XX wieku pracował nad wprowadzaniem alfabetu łacińskiego w piśmiennictwie tatarskim, publikował rozprawy dotyczące językoznawstwa turkijskiego, wykładał języki arabski i turecki na Uniwersytecie Krymskim w Symferopolu, uczestniczył w kongresach językoznawczych. W 1930 został aresztowany. W 1932 roku po przesłuchaniach prawdopodobnie zmuszono go do podpisania deklaracji współpracy z NKWD. Ponownie aresztowano go w kwietniu 1937 roku. Według zachowanych dokumentów sądowych miał przyznać się do bycia agentem, prowadzenia podwójnej działalności i ukrywania przed radzieckimi władzami informacji o działaczach tatarskich. Rozstrzelano go 17 kwietnia 1938 roku. W 1960 roku został zrehabilitowany.